# 오토 1세
오토 1세(독일어: Otto I , 912년 11월 23일 ~ 973년 5월 7일)는 하인리히 1세와 링엘하임의 마틸데의 아들로, 리우돌핑 왕조 출신 작센 공작이자 독일 및 이탈리아의 왕이었으며 신성 로마 제국의 첫 황제로 인정받고 있다. 오토 대제(독일어: Otto der Große 오토 데어 그로세[*])라고 불린다.
951년 그는 도움을 청한 로타리오 3세의 미망인 아델라이드의 구원 요청으로 이탈리아를 침입해 베렝가리오 2세를 독일 왕의 신하로 만들었으며, 계속 반발을 하자 961년 이탈리아를 재침공하여 베렝가리오 2세를 격파하고 962년 교황 요한 12세에 의해 신성 로마 제국 황제의 제관을 받았다. 이후 963년 이탈리아의 정복에 성공한다. 955년 레흐펠트 전투에서 마자르 족을 격파하고, 곧 슬라브 족의 침략도 격퇴하였다. 작센 공작으로는 할아버지 오토 일루트로스에 이어 오토 2세이다. 카롤링거 왕조 붕괴 이후의 혼란을 수습하고 신성로마제국의 황제위에 올랐으나, 그의 영토는 독일, 오스트리아, 이탈리아에만 한정되는 것이었다.
그 밖에 서프랑크 왕국에 대해서는 통치권을 포기하는 대신 처남 루이 4세와 외조카 로테르 3세를 배후에서 조종하며 정치적 영향력을 행사했고, 963년 이탈리아의 아달베르토 2세를 격파하고 이탈리아를 병합했지만 그가 죽자마자 이탈리아는 다시 제후들이 난립했다. 내정적으로는 동생 하인리히와 장남 리우돌프의 반란을 격퇴하였다.

## 생애

### 어린 시절
912년 독일의 발하우젠에서 하인리히 1세와 그의 두 번째 부인 링겔하임의 마틸다 사이에서 태어났다. 어머니 마틸다 쪽의 가계는 불확실하나 프랑크 왕국 샤를마뉴에 저항한 작센 족 지도자 비두킨트 가문의 사람인 작센 백작 디트리히(Dietrich)의 딸이었다. 이복 형 탕크마르가 있었고, 친 동생으로는 여동생 헤드비가, 게르베르가, 남동생 하인리히, 브루노 형제가 더 태어났다.
하인리히 1세는 첫 결혼에서 아들 탕크마르를 얻었는데, 후일 탕크마르를 제치고 오토를 후계자로 지정한다. 탕크마르는 이에 반발하여 아버지 하인리히 1세 사후 반란을 일으켰으나 패하고 살해된다. 두번째 재혼에서 오토가 태어나고 동생으로 바이에른의 공작이 된 하인리히, 가톨릭 주교 브루노 등이 태어났다. 그의 유년시절과 청년시절에 대한 자세한 생애는 알려져 있지 않으나, 일찍부터 군사 훈련을 받았다고 한다. 유년기이던 919년 콘라트 1세가 아들 없이 사망하여, 당시 유력 귀족이었던 그의 아버지 작센 공작 하인리히 1세는 독일 국왕으로 선출되었다.
오토는 소년 시절 슬라브 족과의 전투에 출정, 동참하였다. 이때 사로잡은 슬라브인 벤디시(Wendish)와의 사이에서 16세에 아들 빌헬름을 얻었다. 빌헬름은 후에 수도원에 보내져 마인츠의 대주교를 역임했다. 929년 혹은 930년 하인리히 1세는 자신의 아들 오토를 후계자로 지정하고, 귀족들을 설득하여 동의를 얻어넀다. 929년 9월 16일 어머니 마틸다의 몫으로 내려진 유산인 크베들린부르크, 푈데, 노드하우젠, 그론, 두데스타트 등의 영지를 물려받았다. 이때 그의 동생 브루노는 출가하여 사제가 된다. 929년 하인리히 1세의 유산 상속 과정에서 오토, 하인리히, 브루노 삼형제가 상속자로 언급되나 브루노는 곧 가톨릭 사제가 되고, 유산은 대부분 오토에게로 오게 된다. 부왕 하인리히는 자신의 아들들 외에도 다른 구성원들 중에서도 후계자를 선출할 수 있도록 정했다. 그러나 어느 순간 생각을 바꾸어 오토를 후계자로 지정한다. 13세기 초의 저작인 로잔 연대기에 의하면 930년 초 오토는 마인츠에서 기름부음(세례) 의식을 받았다고 한다. 930년 라이체나우 수도원(Reichenau Abbey)의 한 문서에서 그는 렉스(Rex)라고 언급되었다.
그의 아버지 하인리히 1세는 앵글로색슨 왕국과의 동맹을 추진했고, 앵글로색슨의 왕 대 에드워드는 이복 자매인 두 딸을 독일로 보냈다. 오토는 그 중 에드기스를 선택했고, 930년 결혼하였다.

### 독일왕이 되다
그는 936년 초 하인리히에 의해 공식 후계자로 지명되어 그가 죽기 1개월 전인 936년 8월 7일 아헨에서 공작들에 의해 왕으로 선출되었고 마인츠와 쾰른의 대주교들에 의해 왕관을 썼다. 아버지 하인리히 1세가 멤레벤의 궁전에서 뇌졸중으로 사망하자, 그는 대관식 장소를 샤를마뉴의 수도이자 그가 만년을 거주하다가 사망한 아헨 궁전으로 직접 정했다. 그는 대관식 때 동프랑크의 교회와 마인츠의 대주교 힐데베르트에게 세례 및 기름부음 의식을 받았다. 작센족 출신 역사학자 비두킨트는 오토가 대관식 연회장에서 프랑켄 공작, 슈바벤 공작, 바이에른 공작에게 자신의 개인적인 수행원으로 행동하도록 지시했다고 한다.
즉위 직후부터 하인리히 1세가 자기 수하의 공작들을 다루는 데 애를 먹은 반면 새 왕은 그들에 대한 종주권을 확실하게 주장했다. 그 때문에 바로 전쟁이 벌어졌는데 특히 프랑켄의 에버하르트와, 같은 이름인 바이에른의 에버하르트를 상대로 벌어진 전쟁에서는 불만을 품은 작센의 귀족들이 오토의 이복형 탕크마르의 지도 아래 상대편에 합류하는 사태가 벌어졌다. 탕크마르는 패배해 살해되었으며 프랑켄의 에버하르트는 왕에게 항복했고 바이에른의 에버하르트는 직위에서 쫓겨나 모든 권리를 박탈당했다. 그러나 939년에 오토의 동생 하인리히가 반란을 일으켰으며 프랑스 왕 루이 4세의 지원을 받았다. 그러나 오토는 또다시 승리를 거두었다. 그럼에도 불구하고 941년에 하인리히는 다시 국왕을 살해하려는 음모에 가담했다. 이 음모는 이내 발각되었고 다른 가담자들은 처벌받았지만 하인리히는 또다시 용서받았다. 그 이후로 그는 형에게 충성을 바쳤으며 947년에 바이에른 공작작위를 받았다.
이와 같은 내부의 어려움에도 불구하고 오토는 시간을 내어 왕국의 변경을 강화하고 확대하는 데 힘을 쏟았다. 동쪽에서는 변경백인 게로와 헤르만 빌룽이 슬라브족을 상대로 승리를 거두었으며 그들의 전과는 937년 마크데부르크에 장크트모리츠 수도원을 건립하고 948년에는 2곳의 주교관구를 창설함으로써 공고해졌다. 북쪽에는 기독교 선교를 덴마크로 확대하기 위해 3곳에 주교관구가 창설되었다. 그러나 오토의 제1차 보헤미아 원정은 실패로 돌아갔으며 보헤미아 군주 볼레슬라프 1세는 계속 버티다가 950년에 이르러서야 겨우 항복하고 조공을 바치게 되었다. 이렇게 해서 자신의 입지를 강화하고 난 뒤 오토는 프랑스의 로렌 영유권 주장을 물리치고 나아가서 프랑스 내분의 중재자 역할까지 할 수 있었다. 이와 비슷하게 그는 부르고뉴에까지 영향력을 확대했다. 게다가 홀로 된 이탈리아의 왕후 이탈리아의 아델라이데(아델하이트)가 이브레아의 베렝가리오 변경백에게 포로가 되어 그에게 지원을 요청해오자 오토는 951년 이탈리아로 진군해 롬바르디아 왕을 자칭하고 아델하이트와 결혼했다. 952년 베렝가리오는 이탈리아 왕국을 다스리는 그의 봉신으로서 충성을 맹세했다. 그러나 독일에서 반란이 일어나자 오토는 첫 번째 이탈리아 원정을 중단해야 했다. 에디트에게서 난 아들 리우돌프가 몇몇 유력자들의 지원을 얻어 그에게 반기를 들었기 때문이다. 오토는 형세가 불리해 작센으로 퇴각해야 했으나 954년 마자르족이 독일을 침공하면서 반군의 입장이 불리해지기 시작했다. 왜냐하면 그 상황에서 반군은 독일의 적들과 공모한다는 비난을 받기 쉬웠던 것이다. 장기간의 전투 끝에 955년 리우돌프는 어쩔 수 없이 항복했다. 그 덕분에 오토는 955년 8월 아우크스부르크 부근에서 벌어진 레히펠트 전투에서 마자르족을 결정적으로 격파할 수 있었다. 마자르족의 지휘관들이 처형당했다. (→헝가리의 역사, 헝가리의 대외 관계)
오토는 즉위 직후부터 자신이 샤를마뉴의 후계자라고 선언했다. 그는 샤를마뉴의 이탈리아쪽 후계자의 단절은 물론이고, 동프랑크 왕국의 마지막 계승자도 911년에 후계자 없이 사망한 상태인데다가 츠벤티볼트의 아들들도 후손이 없었다는 점을 인식하고 있었으므로, 자신을 샤를마뉴의 후계자라고 선언했던 것이다. 그러나 서프랑크 왕국의 로테르 3세와 서프랑크의 귀족들을 비롯, 동프랑크 왕국 내의 일부 귀족들은 그의 주장을 인정하지 않고 비웃었다.
이후 오토는 여러 차례의 전투를 치른 뒤 960년에 이르러 엘베 강 중류와 오데르 강 중류 사이의 지역에 거주하던 슬라브족을 모두 복속시켰다. 968년에는 마크데부르크 대주교관구가 3곳의 주교관구와 더불어 창설되었다. 폴란드의 미에슈코까지도 독일 왕에게 조공을 바쳤다. 950년말 독살당한 로타리오 2세의 미망인 아델라이드로부터 도움을 청하는 연락이 왔다. 오토는 군사를 이끌고 롬바르디아로 건너가 베렝가리오 2세와 아달베르토를 격파하고 되돌아왔다. 그러나 오토가 되돌아간 틈을 타 베렝가리오 부자는 다시 이탈리아반도 내에서 영향력을 행사했다.

### 황제로
즉위 후 오토는 성직자를 장관으로 채용하고, 벤트족에게 그리스도교를 포교할 목적으로 엘베강변에 선교를 목적으로 하는 교구를 설치했다. 한편 그는 서프랑크 왕국의 내정에 관여하면서도 서프랑크 내부의 반발을 인식하여 서프랑크 왕국에 대한 통치권은 포기했다. 한편 맏사위 로렌 공작 적왕 콘라드와 장남 리우돌프의 사망(957년)으로 961년 5월 오토는 아델하이트에게서 난 큰아들인 6세된 오토 2세가 독일 왕으로 대관식을 갖도록 주선했다. 또한 자신의 영지였던 작센 공작위는 빌룽 가문 출신 헤르만을 작센 공작에 임명했다.
그러고 나서 그는 이브레아의 베렝가리오에게 심한 핍박을 받고 있던 교황 요한 12세의 호소에 응해 2번째로 이탈리아 원정을 떠났다. 이어 베렝가리오 2세와 그의 아들 아달베르토 2세를 격파하고 이탈리아의 패권을 확보한다. 그러나 이는 오토 1세의 대에 한정된 것으로 그가 죽자 마자 이탈리아는 다시 독립을 시도한다. 그리고 이탈리아 지역의 제후들이 난립하게 된다. 그의 아들 오토 2세는 그의 생전에 오토 1세에 의해 공동 황제이자 이탈리아의 통치자로 선포되었지만, 실제 오토 2세가 이탈리아의 통치자가 된 것은 980년 10월 무렵이었고, 이탈리아의 통치자로 확정된 것은 980년 12월 25일이다.
962년 2월 2일 로마에 당도한 오토는 황제의 자리에 올랐으며, 11일 후에 황제와 교황 간의 관계를 조성하기 위한 '오토의 특권'(라틴어: Privilegium Ottonianum 파비니루눔 오톤니안눔[*])이라는 조약을 체결했다. 이 조약은 교황청의 세속적인 권한을 확인하고 확대한 것이었는데 황제가 교황 선출을 인준할 수 있게 만든 단서조항이 처음부터 있었는지, 아니면 963년 12월 오토가 요한 12세를 베렝가리오와 내통한 혐의로 폐위시키고 레오를 교황으로 앉혔을 때 추가된 것인지는 분명하지 않다. 베렝가리오는 생포되어 독일로 압송당했으며 963년 이브레아의 아달베르토 2세를 최종 격파하여 이탈리아 병합에 성공한다. 그리고 964년에는 레오 8세에 반대하는 로마인들의 반란이 일어났으나 진압되었다. 그러나 그의 '제국'은 오스트리아와 스위스를 포함한 독일과, 이탈리아에만 한정된 것이었다.

### 말년
서프랑크 왕국에 대한 권리를 포기하는 대신 종주권을 확약받고, 처남 루이 4세와 외조카 로테르 3세를 배후에서 조종했다. 이는 루이 4세와 재혼한 여동생 게르베르가 외에, 다른 여동생 헤드비가와 결혼한 서프랑크의 유력 귀족 로베르 1세의 아들 위그 르 그랑을 통해 서프랑크 왕국을 견제할 수 있었다. 오토는 황제 즉위 이후 샤를마뉴가 그러했던 것처럼 학자들을 장려하고 학당을 설립하고 시인과 작가들을 지원하여 문예부흥의 발판을 마련하였다. 이를 오토왕가의 르네상스라 부른다.
965년 교황 레오 8세가 죽자 오토는 요한네스를 교황으로 선택했으나 로마인들에 의해 축출되었다. 그래서 오토는 3번째로 이탈리아 원정을 떠나 966년~972년에 그곳에서 머물렀다. 968년 마그데부르크의 대주교 관구 설치를 지원하였으며 후일 이곳에 매장된다. 비잔티움 제국은 샤를마뉴에게 그러했던 것처럼 그를 황제로 인정하기를 거부했고, 그는 급기야 남이탈리아의 비잔티움 제국령까지 진격해 들어갔고, 비잔티움 제국과 오랜 협상 끝에 972년 오토 2세와 비잔티움 공주 테오파노의 결혼이 이루어졌다. 그해 8월 독일로 돌아온 황제는 크베들린부르크에서 개최된 부활절 행사에 참석하였다. 973년 3월 멤레벤에서 갑자기 고열에 시달리다가 병자성사를 받고 죽었고, 첫 번째 부인 유디트의 무덤 옆에 묻혔다.

### 사후
생전에 공동 통치자로 세운 오토 2세가 단독황제로 계승하였으며, 그의 장례식은 30일간 거행된 뒤 마그데부르크 대성당에 있는 첫 부인 유디트의 석관묘 옆에 안치되었다.

## 가계
- 부왕 : 하인리히 1세
  - 이복형 : 탕크마르
- 모후 : 마틸다(링엘하임의 마틸데)
  - 남동생 : 바이에른 공작 하인리히 2세
    - 조카 : 바이에른 공작 하인리히 3세, 황제 하인리히 2세의 아버지

  - 누이 : 마틸다
  - 매제 : 기셀베르트, 로렌 공작
  - 누이 : 게르베르가(Gerberga of Saxony, 913~984)
  - 매제 : 루이 4세, 해외왕 루이(920~954), 서프랑크의 왕
- 처 : 유디트(에디트, 잉글랜드의 이시스)
  - 아들 : 리우돌프
  - 며느리 : 이타
    - 손자 : 콘라트

  - 딸 : 리우트가르트
  - 사위 : 콘라트 적왕
    - 외손 : 콘라트[4]
- 처 : 아델하이트(이탈리아의 아델라이데), 이탈리아왕 로타리오 2세의 미망인
  - 아들 : 오토 2세
  - 며느리 : 테오파노, 비잔틴의 황녀
    - 손자 : 오토 3세

## 참고 문헌
- Matthias Becher, 《Otto der Grosse: Kaiser und Reich: Eine Biographie》 (München: C. H. Beck, 2012).
- Johannes Laudage, 《Otto der Grosse: Eine Biographie》 (Regensburg: Pustet, 2001).
- Ernst. W. Wies, 《Otto der Grosse: Kaempfer und Beter》 (München: Bechtle, 1989).
- 김광채, «오토 대제» (서울: Essay, 2016).